# Project Catwalk
Project Catwalk is een Nederlands televisieprogramma van RTL 5. Het format komt uit Amerika, waar het programma Project Runway heet en gepresenteerd wordt door Heidi Klum.
Het programma gaat over een groep mensen die in de strijd zijn om 'de' nieuwe ontwerper van Nederland te worden. Elke week moeten de deelnemers een creatie maken; degene met de slechtste creatie moet de show verlaten. De uiteindelijke winnaar krijgt 15.000 euro om een eigen kledinglijn op te zetten. Daarnaast ontvangt de winnaar prijzen om naam te maken in de mode-industrie. Het model dat de creatie draagt van de winnende ontwerper, zal een fotoshoot in het modemagazine Elle (seizoen 1) / Marie-Claire (seizoen 2) winnen.
De jury bestaat uit Elle-hoofdredactrice Cécile Narinx in seizoen 1, in seizoen 2 werd ze vervangen door Marie-Claire's chef mode Simone Dernee, ontwerper Daryl van Wouw, presentatrice Renate Verbaan en wekelijks een gast-jurylid. Vanaf seizoen 3 zal Stacey Rookhuizen de presentatie overnemen van Renate Verbaan.

## Seizoen 1
| Deelnemer  | Status                       |
| ---------- | ---------------------------- |
| Django     | Winnaar                      |
| Daisy      | tweede Runner up             |
| Joshua     | eerste Runner up             |
| Ramiro     | Geëlimineerd in aflevering 9 |
| Peter      | Geëlimineerd in aflevering 8 |
| Alice      | Geëlimineerd in aflevering 7 |
| Janice     | Geëlimineerd in aflevering 6 |
| Anouk      | Geëlimineerd in aflevering 5 |
| Marco      | Geëlimineerd in aflevering 4 |
| Anne-Roos  | Geëlimineerd in aflevering 3 |
| Aleksandra | Geëlimineerd in aflevering 2 |
| Andrea     | Geëlimineerd in aflevering 1 |

## Seizoen 2
| Deelnemer | Status                            |
| --------- | --------------------------------- |
| Roos      | Winnaar                           |
| Shari     | Runner up                         |
| Amel      | Derde plaats                      |
| Sepehr    | Geëlimineerd in aflevering 9      |
| Nicolaas  | Gediskwalificeerd in aflevering 8 |
| Jeroen    | Geëlimineerd in aflevering 7      |
| Larisa    | Geëlimineerd in aflevering 6      |
| Stefan    | Geëlimineerd in aflevering 5      |
| Sebastian | Geëlimineerd in aflevering 4      |
| Martin    | Geëlimineerd in aflevering 3      |
| Merel     | Geëlimineerd in aflevering 2      |
| Mieke     | Geëlimineerd in aflevering 1      |

## Seizoen 3
| Deelnemer    | Status                       |
| ------------ | ---------------------------- |
| Jacob        | Winnaar                      |
| Linda        | Runner up                    |
| Maud         | Derde plaats                 |
| Bjorn        | Geëlimineerd in aflevering 9 |
| Ellen        | Geëlimineerd in aflevering 8 |
| Jerry        | Geëlimineerd in aflevering 7 |
| Michelangelo | Geëlimineerd in aflevering 6 |
| Anna         | Geëlimineerd in aflevering 5 |
| Allan        | Geëlimineerd in aflevering 4 |
| Kirsten      | Geëlimineerd in aflevering 3 |
| Michael      | Geëlimineerd in aflevering 2 |
| Claire       | Geëlimineerd in aflevering 1 |